# Episodi de La pattuglia del deserto (prima stagione)
La prima stagione della serie televisiva La pattuglia del deserto (The Rat Patrol) è andata in onda negli Stati Uniti dal 12 settembre 1966 al 1º maggio 1967 sulla ABC.
| nº | Titolo originale                | Prima TV USA      | Titolo italiano | Prima TV Italia |
| -- | ------------------------------- | ----------------- | --------------- | --------------- |
| 1  | The Chase of Fire Raid          | 12 settembre 1966 |                 |                 |
| 2  | The Life Against Death Raid     | 19 settembre 1966 |                 |                 |
| 3  | The Wildest Raid of All         | 26 settembre 1966 |                 |                 |
| 4  | The Kill or Be Killed Raid      | 3 ottobre 1966    |                 |                 |
| 5  | The Chain of Death Raid         | 10 ottobre 1966   |                 |                 |
| 6  | The Do or Die Raid              | 17 ottobre 1966   |                 |                 |
| 7  | The Blind Man's Bluff Raid      | 24 ottobre 1966   |                 |                 |
| 8  | The Fatal Chase Raid            | 31 ottobre 1966   |                 |                 |
| 9  | The Blow Sky High Raid          | 7 novembre 1966   |                 |                 |
| 10 | The Moment of Truce Raid        | 14 novembre 1966  |                 |                 |
| 11 | The Deadly Double Raid          | 21 novembre 1966  |                 |                 |
| 12 | The Gun Runner Raid             | 28 novembre 1966  |                 |                 |
| 13 | The Lighthouse Raid             | 5 dicembre 1966   |                 |                 |
| 14 | The Daredevil Rescue Raid       | 12 dicembre 1966  |                 |                 |
| 15 | The Last Harbor Raid (1)        | 19 dicembre 1966  |                 |                 |
| 16 | The Last Harbor Raid (2)        | 26 dicembre 1966  |                 |                 |
| 17 | The Last Harbor Raid (3)        | 2 gennaio 1967    |                 |                 |
| 18 | The One That Got Away Raid      | 9 gennaio 1967    |                 |                 |
| 19 | The Two for One Raid            | 16 gennaio 1967   |                 |                 |
| 20 | The Last Chance Raid            | 23 gennaio 1967   |                 |                 |
| 21 | The B Negative Raid             | 30 gennaio 1967   |                 |                 |
| 22 | The Exhibit "A" Raid            | 6 febbraio 1967   |                 |                 |
| 23 | The Holy War Raid               | 13 febbraio 1967  |                 |                 |
| 24 | The Two Against Time Raid       | 20 febbraio 1967  |                 |                 |
| 25 | The Wild Goose Raid             | 27 febbraio 1967  |                 |                 |
| 26 | The Bring 'Em Back Alive Raid   | 13 marzo 1967     |                 |                 |
| 27 | The Take Me to Your Leader Raid | 20 marzo 1967     |                 |                 |
| 28 | The Double or Nothing Raid      | 27 marzo 1967     |                 |                 |
| 29 | The Hour Glass Raid             | 3 aprile 1967     |                 |                 |
| 30 | Mask-a-Raid                     | 10 aprile 1967    |                 |                 |
| 31 | The Fire and Brimstone Raid     | 24 aprile 1967    |                 |                 |
| 32 | The Delilah Raid                | 1º maggio 1967    |                 |                 |

## The Chase of Fire Raid
- Prima televisiva: 12 settembre 1966
- Diretto da: Tom Gries
- Scritto da: Tom Gries, Lorenzo Semple, Jr.

### Trama
- Guest star: Larry Ward (colonnello Quint), Janine Gray (Vixen), Greg Mullavy (tenente Connol), Alberto Morin (Bedouin), Hans Difflipp (Schmitt), Whitey Christy (Cotter)

## The Life Against Death Raid
- Prima televisiva: 19 settembre 1966
- Diretto da: Lee H. Katzin
- Scritto da: Anthony Lawrence

### Trama
- Guest star: Joe Byrne (American Medic), Christa Linder (Ilse), Albert Paulsen (colonnello Von Helbing), Edward Asner (dottore Friedrich)

## The Wildest Raid of All
- Prima televisiva: 26 settembre 1966
- Diretto da: John Peyser
- Scritto da: Al Ramrus, John Shaner

### Trama
- Guest star: Manfred Lating (Nervous Soldier), Wolfgang Preiss (generale Von Helmreich), Ric Hutton (dottore Muller), Max Slaten (colonnello Shtengler)

## The Kill or Be Killed Raid
- Prima televisiva: 3 ottobre 1966
- Diretto da: Lee H. Katzin
- Scritto da: Harry Kronman

### Trama
- Guest star: Milton Selzer (colonnello Schweiger)

## The Chain of Death Raid
- Prima televisiva: 10 ottobre 1966
- Diretto da: John Peyser
- Scritto da: Jay Simms

### Trama
- Guest star: Jo Van Gestel (Arab), Socrates Alafouzos (Arab), Manfred Lating (German Sergeant), Frank Silvera (Arab Leader)

## The Do or Die Raid
- Prima televisiva: 17 ottobre 1966
- Diretto da: John Peyser
- Scritto da: Anthony Lawrence
- Soggetto di: Alan Caillou

### Trama
- Guest star: Warren Stevens (sergente Frank Griffin)

## The Blind Man's Bluff Raid
- Prima televisiva: 24 ottobre 1966
- Diretto da: Lee H. Katzin
- Scritto da: Larry Cohen

### Trama
- Guest star: Salome Jens (Patricia Bauer), James Philbrook (dottore Keller)

## The Fatal Chase Raid
- Prima televisiva: 31 ottobre 1966
- Diretto da: John Peyser
- Soggetto di: Edmund Morris

### Trama
- Guest star: John Clark (Eddie), Richard Rust (Tex), Gavin MacLeod (sergente Gribs)

## The Blow Sky High Raid
- Prima televisiva: 7 novembre 1966
- Diretto da: Lee H. Katzin
- Scritto da: Richard Landau

### Trama
- Guest star: Hamilton Camp (tenente Winters), Toian Matchinga (Selhim), Socrates Alafouzos (Selhim's Guide)

## The Moment of Truce Raid
- Prima televisiva: 14 novembre 1966
- Diretto da: John Peyser
- Scritto da: Richard Landau

### Trama
- Guest star: Marc Lawrence (padre di Abu Hassan)

## The Deadly Double Raid
- Prima televisiva: 21 novembre 1966
- Diretto da: Lee H. Katzin
- Scritto da: Richard Landau

### Trama
- Guest star: Robert Palmer (Phillips), John Doucette (Marston)

## The Gun Runner Raid
- Prima televisiva: 28 novembre 1966
- Diretto da: Lee H. Katzin
- Scritto da: Daniel Aubry

### Trama
- Guest star: Steve Franken (Edwin "Ned" Cunningham), Fay Spain (Fay), Aldo Sambrell (Arab Chief), Margarita Dias (Zubaida)

## The Lighthouse Raid
- Prima televisiva: 5 dicembre 1966
- Diretto da: John Peyser
- Scritto da: Daniel Aubry

### Trama
- Guest star: Émile Genest (Mathias), Monique Lemaire (Violette)

## The Daredevil Rescue Raid
- Prima televisiva: 12 dicembre 1966
- Diretto da: John Peyser
- Scritto da: Michael A. Hoey

### Trama
- Guest star: Norman Wooland (Moffitt)

## The Last Harbor Raid (1)
- Prima televisiva: 19 dicembre 1966
- Diretto da: John Peyser
- Scritto da: Richard Landau
- Soggetto di: John Peyser, Richard Landau

### Trama
- Guest star: Stanley Adams (El Gamil), Harry Landers (colonnello Reynolds), Will Kuluva (Bertaine)

## The Last Harbor Raid (2)
- Prima televisiva: 26 dicembre 1966
- Diretto da: John Peyser
- Scritto da: Richard Landau
- Soggetto di: John Peyser, Richard Landau

### Trama
- Guest star: John Anderson (maggiore Indrus), Claudine Longet (Marianne), Stanley Adams (El Gamil)

## The Last Harbor Raid (3)
- Prima televisiva: 2 gennaio 1967
- Diretto da: John Peyser
- Scritto da: Richard Landau
- Soggetto di: Richard Landau, John Peyser

### Trama
- Guest star: Claudine Longet (Marianne), John Anderson (maggiore Indrus)

## The One That Got Away Raid
- Prima televisiva: 9 gennaio 1967
- Diretto da: Robert Sparr
- Scritto da: Ellis Kadison

### Trama
- Guest star: Jack Colvin (Luden (Buttercup), Charles Maxwell (Prochek), Chris Anders (Stumpf), Alan Bergmann (Krieg), Walter Friedel (Durst), Manfred Lating (soldato), Walter Alzmann (Coppel)

## The Two for One Raid
- Prima televisiva: 16 gennaio 1967
- Diretto da: Jesse Hibbs
- Scritto da: Anthony Lawrence

### Trama
- Guest star: Karl Swenson (colonnello Seidner), Mark De Vries (Peter Seidner)

## The Last Chance Raid
- Prima televisiva: 23 gennaio 1967
- Diretto da: Lee H. Katzin
- Scritto da: Sheldon Stark

### Trama
- Guest star: Ray Baxter (German Officer), Lois Battle (Monitor), Roy Dean (capitano Rogers), Michael Evans (colonnello Windsor), Lyn Peters (Monitor)

## The B Negative Raid
- Prima televisiva: 30 gennaio 1967
- Diretto da: Herschel Daugherty
- Scritto da: Don C. Richman

### Trama
- Guest star: Nicholas Koppe (German Officer), Peter Morgenstern (German Officer), Manfred Lating (soldato a cavallo), Fabian (caporale Pennell)

## The Exhibit "A" Raid
- Prima televisiva: 6 febbraio 1967
- Diretto da: Lawrence Dobkin
- Scritto da: Richard deRoy

### Trama
- Guest star: Albert D'Arno (generale Von Frelend), Bill Franklin (meccanico), Robert Knapp (capitano Fisher), Don Knight (capitano Seitel), Robert F. Simon (colonnello Beckman)

## The Holy War Raid
- Prima televisiva: 13 febbraio 1967
- Diretto da: Hollingsworth Morse
- Scritto da: Ronald Sossi, Philip Nemo
- Soggetto di: Ronald Sossi

### Trama
- Guest star: Kurt Lewin (Rautmann Troy), Maurishka Taliferro (Khadyah), Richard Angarola (Dhakhil), Abraham Sofaer (Marabout)

## The Two Against Time Raid
- Prima televisiva: 20 febbraio 1967
- Diretto da: Robert Sparr
- Scritto da: Peter Allan Fields

### Trama
- Guest star:

## The Wild Goose Raid
- Prima televisiva: 27 febbraio 1967
- Diretto da: Leon Benson
- Scritto da: Harry Kronman

### Trama
- Guest star: Henry Wills (Arab), Michael Masters (guardia), William Bryant (maggiore Reese), Socrates Alafouzos (Arab), Eddie Peterson (guardia), Ron Brown (tenente), Martin Milner (sergente Roberts)

## The Bring 'Em Back Alive Raid
- Prima televisiva: 13 marzo 1967
- Diretto da: Herschel Daugherty
- Scritto da: Daniel B. Ullman

### Trama
- Guest star: William Schallert (dottore Schneidermann)

## The Take Me to Your Leader Raid
- Prima televisiva: 20 marzo 1967
- Diretto da: Robert Sparr
- Scritto da: Edward J. Lakso

### Trama
- Guest star: Norbert Meisel (Gunner), Manfred Lating (Peter), Vincent Gardenia (colonnello Centis), Richard Mulligan (maggiore Lansing)

## The Double or Nothing Raid
- Prima televisiva: 27 marzo 1967
- Diretto da: Sutton Roley
- Scritto da: Mark Weingart

### Trama
- Guest star: Guy Danfort (dottore Schiller), Morgan Jones (capitano Boggs), Barry Ford (capitano Rostov), Michael Vandever (tenente Dorf), Lou Robb (soldato), Kay Michaels (infermiera), Manfred Lating (Autista / Guardia), Ben Wright (colonnello Voss)

## The Hour Glass Raid
- Prima televisiva: 3 aprile 1967
- Diretto da: Herschel Daugherty
- Scritto da: Dean Hargrove

### Trama
- Guest star: Carol Booth (infermiera Parker), Austin Willis (dottor Anderson)

## Mask-a-Raid
- Prima televisiva: 10 aprile 1967
- Diretto da: Robert Sparr
- Scritto da: Ellis Kadison

### Trama
- Guest star: Ulla Stromstedt (Ilse Greuner), Mark Tapscott (Gage), Than Wyenn (Von Graff), Rick Traeger (Gehlson), William Jordan (Bruder)

## The Fire and Brimstone Raid
- Prima televisiva: 24 aprile 1967
- Diretto da: Frank Baur
- Scritto da: Stanford Sherman

### Trama
- Guest star: Michael Pate (Sheik)

## The Delilah Raid
- Prima televisiva: 1º maggio 1967
- Diretto da: Jack N. Reddish
- Scritto da: Anthony Lawrence

### Trama
- Guest star: Wesley Addy (colonnello Leske), Lisabeth Hush (Michele)